# Nezeto
Nezeto é um município de Angola, na província do Zaire.
O município é constituído pela comuna-sede, correspondente à cidade de Nezeto, e pela comuna de Mussera. Até setembro de 2024 seu território continha as comunas de Quibala Norte e Quindeje.
A população vive principalmente da agricultura e do extrativismo, principalmente da pesca e da captura de mariscos. Seu abastecimento com água potável é feito pelo rio Mebridege.
Até 1975 designou-se "Ambrizete". Foi nesta localidade, na baía do Ambrizete, que ocorreu o famoso "Incidente de Ambrizete", durante a Operação Savana, quando uma fragata da Marinha da África do Sul precisou evacuar com urgência tropas sul-africanas, zairenses, brasileiras, da União Nacional para a Independência Total de Angola (UNITA) e da Frente Nacional de Libertação de Angola (FNLA), contra uma iminente ataque de tropas cubanas e do Movimento Popular de Libertação de Angola (MPLA).